# La Piedrera
La Piedrera är en ort i Mexiko.   Den ligger i kommunen Pinos och delstaten Zacatecas, i den centrala delen av landet, 400 km nordväst om huvudstaden Mexico City. La Piedrera ligger 2 240 meter över havet och antalet invånare är 116.
Terrängen runt La Piedrera är platt åt nordost, men åt sydväst är den kuperad. Runt La Piedrera är det ganska glesbefolkat, med 21 invånare per kvadratkilometer. Närmaste större samhälle är Pinos, 15,2 km sydväst om La Piedrera. Omgivningarna runt La Piedrera är i huvudsak ett öppet busklandskap.